# Lijst van presentatoren van Omroep RKK
Dit is een lijst van presentatoren van Omroep RKK.
- Antoine Bodar
- Stijn Fens
- Leo Fijen
- Wilfred Kemp
- Gerard Klaasen
- Sander de Kramer
- Roderick Vonhögen
- Hans van Willigenburg